# Henning Melber

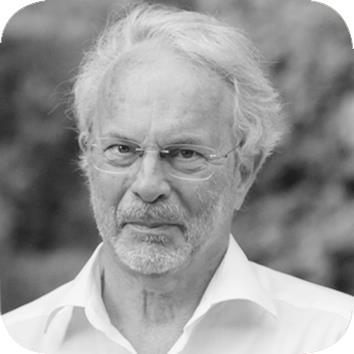
Henning Melber (2023)

Henning Melber (* 22. August 1950 in Stuttgart) ist ein deutsch-namibischer Politikwissenschaftler, Entwicklungssoziologe und Afrikawissenschaftler. Er forscht u. a. zur Geschichte des deutschen Kolonialismus in Namibia, insbesondere zum Völkermord an den Herero und Nama.

## Leben
Melber wuchs in Eßlingen am Neckar und Leutkirch in Baden-Württemberg auf. Er kam 1967 als Jugendlicher und Sohn deutscher Einwanderer nach Namibia und machte 1970 Abitur an der Deutschen Höheren Privatschule Windhoek. Nach einjähriger Fachausbildung zum Journalisten an der Journalistenschule in München arbeitete er 1972 kurzzeitig bei der Allgemeinen Zeitung in Windhoek. 1974 trat er der Befreiungsbewegung SWAPO bei. Von 1975 bis 1989 bestand für ihn ein Einreiseverbot nach Namibia und bis 1993 auch nach Südafrika. Nach der Unabhängigkeit Namibias (21. März 1990) kehrte er nach Namibia zurück und zog im Jahr 2000 nach Schweden.
Melber studierte in den 1970er Jahren Politik und Soziologie an der FU Berlin und machte 1977 seinen Abschluss zum Diplompolitologen. Er promovierte 1980 an der Universität Bremen mit einer Arbeit Schule und Kolonialismus. Von 1982 bis 1992 war er Wissenschaftlicher Mitarbeiter am Fachbereich Gesellschaftswissenschaften der Universität Kassel. 1993 habilitierte er sich an der Universität Bremen und erhielt die Ernennung zum Dozenten für Entwicklungssoziologie (venia legendi für Entwicklungssoziologie).
Von 1992 bis 2000 war er Leiter der Namibia Economic Policy Research Unit (NEPRU) in Windhoek. Von 1994 bis 2000 war er Vorsitzender der Namibisch-Deutschen Stiftung für kulturelle Zusammenarbeit in Windhoek. Von 1996 bis 1998 war er zudem Vorsitzender der Association of Namibian Publishers (ANP). Im Jahre 2000 wechselte er als Forschungsdirektor an das Nordiska Afrikainstitutet in Uppsala in Schweden, wo er 2006–2012 die „Dag Hammarskjöld Stiftung“ leitete, der er auch gegenwärtig noch in beratender Funktion angehört.
Seit 2012 ist Melber außerordentlicher Professor am Institut für Politikwissenschaft an der Universität Pretoria in Südafrika. Seit 2013 ist er zudem außerordentlicher Professor am Center for Gender and Africa Studies der Universität des Freistaates (Bloemfontein) in Südafrika und 2017–2023 Präsident der European Association of Development Research and Training Institutes (EADI) in Bonn. Seit 2015 ist er Senior Research Fellow am Institute of Commonwealth Studies der University of London.
Melber war außerdem Visiting Scholar am Exzellenzcluster: Kulturelle Grundlagen sozialer Integration der Universität Konstanz (April/Mai, 2018), Van Zyl Slabbert Visiting Professor an der University of Cape Town (Oktober/November, 2017) und Gastwissenschaftler an der Bayreuth Academy of Advanced African Studies (Universität Bayreuth), (April/Mai, 2016).
Henning Melber verließ 2025, nach mehr als 50-jähriger Zugehörigkeit die SWAPO-Partei, da er sich nicht mit der Erhebung des umstrittenen Militärs Solomon Hawala in den Heldenstatus identifizieren konnte.
Melber ist verheiratet und hat eine Tochter.

## Auszeichnungen
- Conversation Africa Science Communication Award, Universität Pretoria in den Jahren 2020 und 2021 in der Kategorie Science Communication Excellence.
- internationally acclaimed researcher und B2-scholar National Research Foundation (South Africa) (NRF), 2018

## Veröffentlichungen (Auswahl)
Melber hat zahlreiche Bücher und mehrere Hundert Beiträge über Probleme und die Geschichte Namibias veröffentlicht, sowie zu weiteren Themen wie Internationalismus und Rassismus:
- Schule und Kolonialismus: Das formale Erziehungswesen Namibias, Hamburg 1979.
- Der Weißheit letzter Schluß: Rassismus und kolonialer Blick, Brandes & Apsel, Frankfurt am Main 1992, ISBN 3-86099-102-7.
- mit Reinhart Kößler: Chancen internationaler Zivilgesellschaft, Suhrkamp, Frankfurt am Main 1993, ISBN 3-518-11797-1.
- A New Scramble for Africa? Imperialism, Investment and Development, Scottsville, University of KwaZulu-Natal Press 2009, ISBN 978-1-86914-171-4.
- The United Nations and Regional Challenges in Africa – 50 Years after Dag Hammarskjöld, Development Dialogue, Nr. 57, Dezember 2011, ISBN 978-91-85214-63-1.
- Understanding Namibia. Hurst, London, 2014, ISBN 978-1-84904-411-0 und Jacana Media, Kapstadt 2014, ISBN 978-1-4314-2133-6 (auch Oxford University Press, New York 2015, ISBN 978-0-19-023486-7).
- Namibia – Gesellschaftspolitische Erkundungen seit der Unabhängigkeit. Brandes & Apsel, Frankfurt a. M. 2015, ISBN 978-3-95558-109-1 (2. erw. und ergänzte Auflage 2017, ISBN 978-3-95558-109-1).
- mit Reinhart Kößler: Völkermord – und was dann? Die Politik deutsch-namibischer Vergangenheitsbearbeitung. Brandes & Apsel, Frankfurt am Main 2017, ISBN 978-3-95558-193-0.
- Dag Hammarskjöld, the United Nations, and the Decolonisation of Africa. Hurst, London 2019, ISBN 978-1-78738-004-2.
- The Long Shadow of German Colonialism. Amnesia, Denialism and Revisionism. Hurst, London 2024, ISBN 978-1-80526-045-5.

## Herausgeberschaft (Auswahl)
- Mit Roger Southall: A New Scramble for Africa? Imperialism, Investment and Development, Scottsville, University of KwaZulu-Natal Press 2009, ISBN 978-1-86914-171-4.
- The United Nations and Regional Challenges in Africa – 50 Years after Dag Hammarskjöld, Development Dialogue, Nr. 57, Dezember 2011, ISBN 978-91-85214-63-1.
- Mit Carsten Stahn: Peace Diplomacy, Global Justice and International Agency. Rethinking Human Security and Ethics in the Spirit of Dag Hammarskjöld. Cambridge, Cambridge University Press 2014, ISBN 978-1-107-03720-5 (hardback) und ISBN 978-1-316-60342-0 (paperback).
- The Rise of Africa’s Middle Class. Myths, Realities and Critical Engagements. London, Zed Books 2016, ISBN 978-1-78360-713-6.
- Deutschland und Afrika – Anatomie eines komplexen Verhältnisses. Brandes & Apsel, Frankfurt a. M. 2019, ISBN 978-3-95558-257-9.
- Mit Wolfgang Geiger: Kritik des deutschen Kolonialismus. Postkoloniale Sicht auf Erinnerung und Geschichtsvermittlung. Brandes & Apsel, Frankfurt a. M. 2021, ISBN 978-3-95558-307-1.
- Mit Kristin Platt: Koloniale Vergangenheit – postkoloniale Zukunft? Die deutsch-namibischen Beziehungen neu denken. Brandes & Apsel, Frankfurt a. M. 2022, ISBN 978-3-95558-321-7.
- Mit Matthias Böckmann, Matthias Gockel, Reinhart Kößler: Jenseits von Mbembe. Geschichte, Erinnerung, Solidarität. Metropol Verlag, Berlin 2022, ISBN 978-3-86331-677-8.
- Mit Uma Kothari, Laura Camfield, Kees Biekart: Challenging Global Development. Towards Decoloniality and Justice. Palgrave Macmillan, Cham 2024, ISBN 978-3-031-30307-4.
- Solidarität mit Zimbabwe. Brandes & Apsel, Frankfurt a. M. 2024, ISBN 978-3-95558-367-5.